# Фаррисс, Тим
Тим Фа́ррисс (англ. Tim Farriss; полностью Ти́моти Уи́льям Фа́ррисс (англ. Timothy William Farriss); род. 16 августа 1957 года, Перт, Австралия) — австралийский музыкант, один из основателей и ведущий гитарист рок-группы INXS.

## Биография
Тим Фаррисс родился в городе Перт, Западная Австралия, в семье Денниса и Джил Фаррисс. Он старший из четырёх детей. У него также есть два брата, Эндрю и Джон, и сестра Элисон. С восьми до двенадцати лет Тим обучался классической игре на гитаре; его педагогом был музыкант Питер Фредериччи, участник Австралийского симфонического оркестра.
Будучи подростком, Фаррисс учился в Форестской средней школе (Forest High School) в Сиднее. Там он быстро сдружился с Кирком Пенгилли. Фаррисс (соло-гитара) и Пенгилли (гитара и саксофон) вскоре сформировали группу Guinness, ставшую основой будущей всемирно известной группы INXS.
С детства Тим, как и его брат Джон, страдает наследственным заболеванием — множественным экзостозом. Во время болезненного выздоровления после операции по удалению аномальных новообразований костей на его ногах брат Тима Эндрю принял в коллектив школьных друзей и товарищей по группе Doctor Dolphin — Гарри Гэри Бирса (бас-гитара) и Майкла Хатченса (вокал).
С 1977 года группа носила название Farriss Brothers, а в 1980-м сменила его на INXS. Популярность коллектива быстро росла. Во время тура Summer XS в 1991 году INXS выступали на стадионе «Уэмбли» перед 77 000 зрителей. С лёгкой руки Майкла Хатченса у Тима появилось прозвище «Рифф Мейстер», позже трансформировавшееся в «Рифф Шериф».
С одобрения INXS, Тим играет на различных гитарах G&L и Fender, любимейшим его инструментом является Stratocaster 1956 года.
Во время тура "Switch" 2006 года Тим получил травму колена, что привело к операции и отмене нескольких выступлений. После короткого периода выздоровления Фаррисс решил вернуться на сцену в опоре для колена.

## Сольные проекты
В 1996 году Фаррисс записал диск Deep Inside, в котором было представлено более 1000 образцов игры на различных музыкальных инструментов.
В 1989 году он также снял видеофильм о рыбалке "Fish in Space" («Рыба в космосе»), название которого стало юмористической отсылкой к фильму его товарища по группе Майкла Хатченса "Dogs in Space" («Собаки в космосе»).
Фаррисс написал и исполнил песню Any Day but Sunday в саундтреке к фильму 1984 года «Только большое чувство» с Деми Мур и Джоном Крайером в главных ролях.
У него также есть собственная студия Montana, в которой он и его звукорежиссёр работают со многими начинающими австралийскими артистами.

## Личная жизнь
6 февраля 1981 года Тим Фаррисс женился на Бетани Энн (Баффи) Рифман, в которую был влюблён ещё во время учёбы в средней школе. Впоследствии она родила от него двух сыновей — Джеймса и Джейка. Тим стал первым среди других членов группы INXS, кто обзавёлся женой и детьми.
Кроме музыки, у Фаррисса множество других увлечений. Он любит глубоководную рыбалку, крикет, плавание, теннис, подводное плавание, гольф, сноуборд, работает на семейной ферме в Долине Кенгуру, в Новом Южном Уэльсе, которую купил у своего брата Эндрю. Одно время он даже занимал пост президента крикетного клуба в Мэнли.
В январе 2015 года Фаррисс отрубил палец, управляя лебёдкой на своей лодке. Ему сделали операцию по реплантации пальца, после чего последовала физиотерапия. В то время ещё не было ясно, сможет ли он продолжить музыкальную карьеру.